# Hôtel de ville d'Honfleur
L'hôtel de ville de Honfleur est un édifice situé à Honfleur, dans le département français du Calvados, en France.

## Localisation
Le monument est situé place de l'Hôtel-de-ville.

## Historique
La reconstruction de l'édifice communal était envisagée dès la fin de l'Ancien Régime du fait de l'état de l'édifice mais dans les faits cette reconstruction ne peut avoir lieu du fait des événements de la Révolution française.
Les plans sont créés par l'architecte Fontaine en 1830 et la première pierre posée en 1832. Les travaux se terminent en 1837.
L'édifice est inscrit au titre des Monuments historiques depuis le 27 décembre 1989 : les façades et les toitures ; le vestibule et la cage d'escaliers ; la salle du conseil sont cités.

## Architecture
L'édifice est fait de pierre. Il possède deux niveaux et un bel escalier ainsi qu'une galerie comportant des colonnes doriques.
L'hôtel de ville est un « exemple représentatif de l'architecture publique de la monarchie de juillet ».